# Hartmann-maszk
A Hartmann-maszk egy egyszerű eszköz, mely távcső fókuszálását segíti. Használata amatőrcsillagászok körében terjedt el.

## Elmélet és gyakorlat
Egy optikai lencse vagy egy tükör egy része is ugyanúgy leképezi az egész képet, mint a teljes optikai elem: a fénysugarakat a fókuszpontban egyesíti. Az optikai eszköz különböző pontjain áthaladó (tükör esetében onnan visszaverődő) fénysugarak azonban a fókuszsík előtti, illetve mögötti felületek más-más pontjain haladnak át.
A Hartmann-maszk a távcső aperúráját teljesen befedő, fényt át nem engedő korong, amelyen két vagy három lyuk van. (A több lyukú eszközt Hartmann-maszknak, a két lyukút Scheiner-korongnak nevezik.) Amíg a távcső nincs fókuszálva, abba betekintve a lyukaknak megfelelően két vagy több fényes folt látható (amennyiben a távcső fényforrás, pl. fényes csillag felé néz). A fókuszírozó állításával a fénypontok összeolvadnak, amint a távcsövet sikerült fókuszba hozni.